# Рубин, Абрам Израилевич
Абрам Израилевич Рубин (Авраам Азариевич, 1883 — 21 октября 1918, Пятигорск) — советский партийный и государственный деятель, участник революции и гражданской войны на Северном Кавказе.

## Жизнеописание
Дореволюционная биография плохо известна. По официальной версии, «родился он в бедняцкой семье, рос сиротой, грамоты не знал до шестнадцати лет. Способный юноша сумел экстерном окончить гимназию, поступить на юридический факультет университета. Получить диплом не удалось, так как вскоре Рубин уехал на Северный Кавказ, где активно включился в революционную работу».
Член Коммунистической партии. Делегат 2-го Всероссийского съезда Советов в октябре 1917 года. Был членом новороссийского ревкома и участвовал в установлении Советской власти в Новороссийске 1 (14) декабря 1917. С марта 1918 председатель исполкома Совета Черноморской губернии. В июне 1918 стал председателем ЦИК Кубано-Черноморской советской республики. 
В этой должности был одним из участников событий перед затоплением кораблей Черноморского флота в Цемесской бухте. Убеждал командование флота и матросов, что сухопутных сил республики хватит, чтобы остановить немцев и что флот надо сохранить. На вопрос: берет ли на себя Кубано-Черноморская республика ответственность за неисполнение флотом предначертаний центра, а также берет ли на себя республика, если бы это произошло, полное снабжение флота всем необходимым для его существования, Рубин заявил, что не считает себя достаточно полномочным дать на это ответ, каковой будет дан резолюцией общего собрания ЦИК и предлагает выбрать делегатов дабы сейчас же поехать в Екатериноград на заседание ЦИК. После чего уехал и перестал выходить на связь. Часть флота ушла в Севастополь, часть была затоплена.
С 7 июля 1918 председатель ЦИК Северо-Кавказской советской республики в Екатеринодаре. Член Северо-Кавказского крайкома РКП(б). После падения Екатеринодара в августе 1918 руководящие органы республики перебрались в Пятигорск.
В ходе борьбы за власть, разыгравшейся под разными флагами и лозунгами на Северном Кавказе, Рубин и председатель Северо-Кавказского крайкома РКП(б) В. Крайний (Моисей Израилевич Шнейдерман) по утверждению Ф. Крутоголова 11 октября приказали расстрелять командира Таманской армии И. И. Матвеева, отказавшегося им подчиняться (на самом деле он был расстрелян по приказу И. Л. Сорокина 8 октября). 21 октября главком 11-й армии И. Л. Сорокин арестовал Рубина, Крайнего и еще нескольких руководителей Северо-Кавказской республики в пятигорской гостинице «Бристоль», и в тот же день они были убиты конвоем по дороге в тюрьму. Подробности ареста и убийства описаны в воспоминаниях адъютанта Сорокина Ф. Ф. Крутоголова «Правда о Сорокине».

## Память
- Улица Рубина в Новороссийске, Пятигорске и Усть-Лабинске[5]
- Памятник павшим революционерам А. А. Рубину, А. Е. Худанину, А. Ю. Губернскому и Х. А. Скобликову — обелиск четырем большевистским лидерам, убитым либо казненным в 1918. Установлен в Новороссийске на улице Новороссийской Республики
- Памятник членам ЦИК Североказской советской республики. Открыт в Пятигорске в 1957 году по проекту архитектора Б. П. Светлицкого на месте расстрела в сентябре 1918 года конвойцами главнокомандующего Северо-Кавказской Красной Армии Сорокина председателя ЦИКа Северо-Кавказской республики Рубина, членов ЦИК Власова и Дунаевского, члена реввоенсовета Крайнего и председателя Чека Рожанского